# Песнь о Роланде
«Песнь о Рола́нде» (фр. La Chanson de Roland) — одна из самых известных и значительных героических поэм в жанре старофранцузской жесты, повествующая о битве в Ронсевальском ущелье между армией Карла Великого и войском басков. Древнейшее крупное произведение французской литературы.

## История создания
До нашего времени дошло 9 рукописей «Песни о Роланде» на старофранцузском языке. Канонической считается Оксфордская рукопись, написанная между 1129 и 1165 годами на англо-нормандском диалекте и хранящаяся в Бодлианской библиотеке Оксфордского университета. По-видимому, она была своего рода «шпаргалкой», использовавшейся для того, чтобы освежить память певца, когда возникала необходимость.
Существует две теории происхождения: Бедье считает, что автор — некий Турольд, клирик XII века; Рамон Менендес Пидаль выдвигает теорию постепенного возникновения эпоса, ядро которого развивается сказителями. В произведении повествуется о гибели в битве в Ронсевальском ущелье арьергардного отряда войска Карла Великого, возвращавшегося в августе 778 года из завоевательного похода в Испанию. В поэме противниками франков представлены сарацины (мавры, арабы), хотя в реальности отряд Роланда погиб в сражении с басками.

## Сюжет

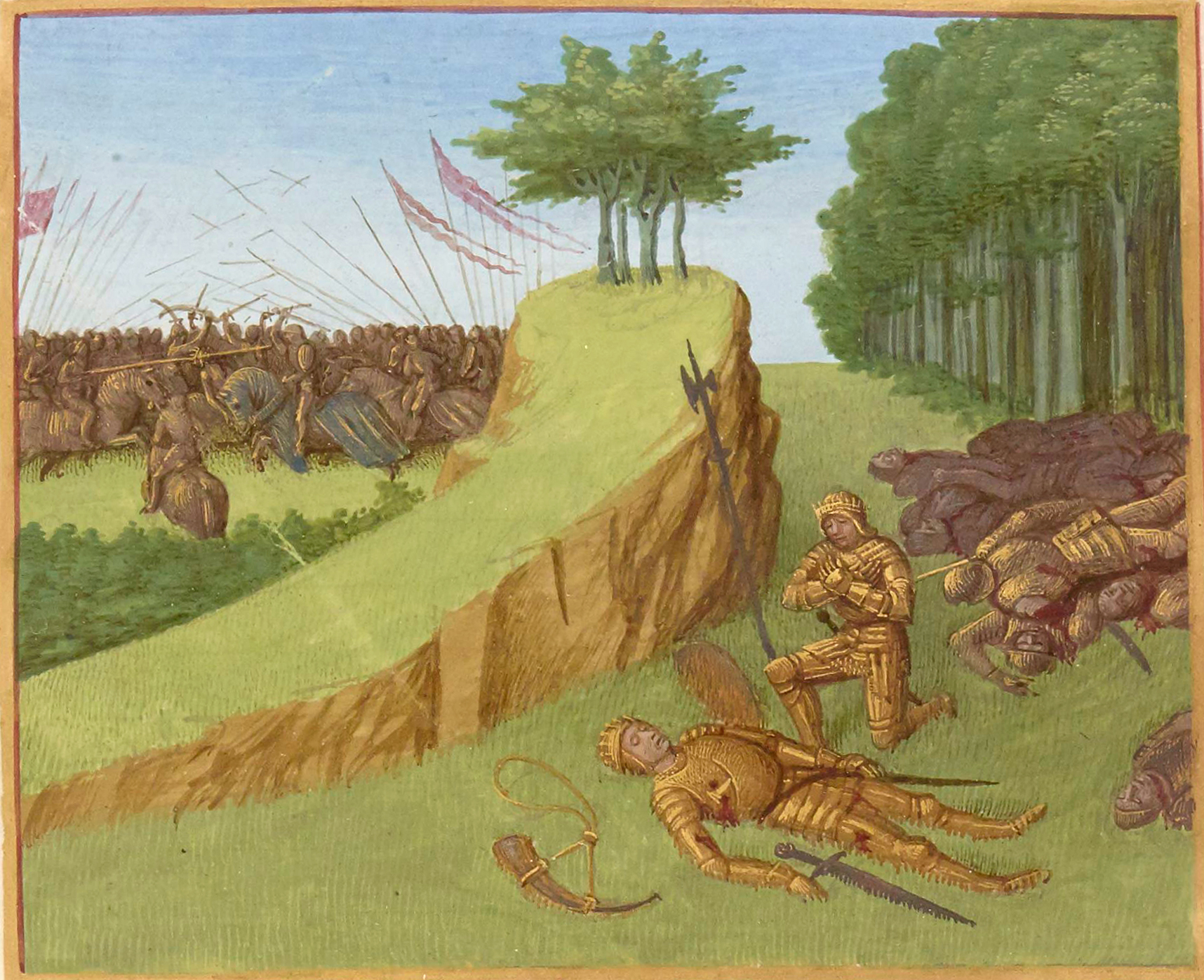
Гибель Роланда. Миниатюра Жана Фуке из рукописи «Больших Французских хроник». Сер. XV в.

После успешного семилетнего похода в мавританскую Испанию император франков Карл Великий завоёвывает все города сарацин, кроме Сарагосы, где правит царь Марсилий. Мавры, представленные в поэме язычниками, созывают совет у Марсилия и решают отправить к Карлу послов. Послы предлагают французам богатства и говорят, что Марсилий готов стать вассалом Карла. На совете у франков бретонский граф Роланд отвергает предложение сарацин, но его недруг граф Гвенелон (вариант: Ганелон) настаивает на другом решении и едет как посол к Марсилию, замышляя погубить Роланда. Ганелон настраивает Марсилия против Роланда и 12 пэров Франции.
Гвенелон советует Марсилию напасть на арьергард армии Карла Великого. Возвратившись в лагерь, изменник говорит, что Марсилий согласен стать христианином и вассалом Карла. Роланда назначают начальником арьергарда, и он берёт с собой только 20 тысяч человек.
В результате предательства графа Ганелона отряд франков оказывается отрезанным от основного войска Карла, попадает в засаду в Ронсевальском ущелье и вступает в бой с превосходящими силами мавров. Перед этим Роланд несколько раз отказывается последовать совету друзей и позвать подмогу, чтобы не погубить Карла и не осквернить его честь. Роланд был племянником Карла. Проявляя чудеса мужества, Роланд и его сподвижники — граф Оливье, Готье де л’Ом и архиепископ Турпин (Турпен) — отражают многочисленные атаки мавров, но в конце концов погибают.
Карл слишком поздно замечает неладное и возвращается в Ронсеваль. Разгромив коварного врага, император обвиняет Гвенелона в измене. Тот заявляет, что невиновен, и с целью оправдания выставляет на судебный поединок своего могучего родственника Пинабеля. На стороне обвинения сражается друг Роланда граф Тьерри. Он побеждает Пинабеля, и Гвенелон вместе со всей своей семьёй погибает.

## Историчность
Поэма в так называемой Оксфордской версии, вобравшая в себя воспоминания о каролингской эпохе, имперскую мифологию, следы норманнских походов в Эпир и Англию, почти необработанные образы, посещавшие в мечтах какого-нибудь испанского князька, душевный подъём, сопутствовавший первым крестовым походам на Восток, одновременно и пропитана историей, и лишена всякого современного ей измерения.
В своем описании битвы при Гастингсе в 1066 году, которое было составлено до 1127 года, Уильям Мэлсмберийский рассказывает, что перед битвой была исполнена cantilena Rollandi, песнь о Роланде, «дабы примером воинственного мужа вдохновить бойцов». Вас добавляет к этому, что её пел Тайлефер, который испрашивал для себя чести нанести первый удар врагу. Также песнь упоминается в испанской хронике под 1060—1070 годами.
Стоит упомянуть, что многие факты и сцены из произведения не имеют места в реальной истории той эпохи. Например, Карл показан в эпосе как мудрый седобородый старик, но в реальности во время испанского похода Карл был молод. Также в поэме описывается месть Карла за Роланда и смерть Ганелона, но на деле это идёт вразрез истории.
Исторические прототипы некоторых персонажей
| Роланд              | Префект Бретонской марки (ум. 778)            |
| Турпен              | Архиепископ Реймса Тильпин (Турпин) (ум. 800) |
| Жоффруа Анжуйский   | граф Анжу Жоффруа I Гризегонель (ум. 987)     |
| Ришар Нормандский   | герцог Нормандии Ришар I Старый (ум. 996)     |
| Жирар Руссильонский | Жерар II граф Парижский, (ум. 878/879)        |
| Гвенелон (Ганелон)  | Венилон, архиепископ Сансский в 837 — 865 гг  |

## Литературное исполнение
Весь эпос проникнут героикой. События, описанные в произведении, приобретают черты величественного подвига. Роланд, стоящий во главе арьергарда, решает встретить смерть в ущелье: 
Позор тому, о бегстве кто подумал.
Мы встретим все врага лицом к лицу.

(Пер. А. Сиповича)
Отвага Роланда и его войска возвеличены в песне. Хоть франки и обращают врагов в бегство, они все погибают. Последним умирает Роланд. Перед смертью он поворачивает лицо к Испании.
В «Песне о Роланде» звучит патриотическая идея — первая в зарождающейся французской литературе. Роланд перед смертью вспоминает свою родину. Свой долг он воспринимает как защиту чести Франции. Здесь же создан величавый образ императора Карла.
Роланд наделён человеческими качествами и предстаёт перед читателями как носитель положительных и отрицательных черт характера. В песне есть акцент на внешний облик графа: прекрасный и величественный.
Несмотря на главенствование чувств в поэме, она отличается простотой. В ней мало описаний и эпитетов, всё повествование строится вокруг одного события, личные чувства занимают скромную часть в эпосе. Так, Роланд лишь на смертном одре вспоминает свою возлюбленную Оду, а она, узнав о смерти суженого, умирает от горя.

## Интересные факты
После Средних веков поэма была надолго забыта. Её рукопись, подаренная Кенелмом Дигби в 1634 году Бодлианской библиотеке, там и была обнаружена в 1835 году французским историком литературы, медиевистом Франциском Мишелем. Опубликована впервые в 1837 году. Тем не менее сюжет поэмы был всё это время хорошо известен благодаря народным книгам о Гальене, внебрачном сыне Оливье, которые переиздавались непрерывно с 1500 года вплоть до середины XIX века. В основу этих книг легла прозаическая переработка поэмы «Гальен, восстановленный в своих правах», которая включала изображение битвы при Ронсевале и гибели Роланда.

## В музыке
- Песня «Chanson de Roland» немецкой медиевал-рок-группы dArtagnan[нем.].
- Песня «Роланд» российской исполнительницы в жанре бард-рока Йовин.

## Переводы на русский язык
- Роланд = (La chanson de Roland) : Древняя французская поэма / Вольный перевод [в стихах и предисл.] Бориса Алмазова. — Москва : тип. Т. Рис, 1869. — [4], XXX, 170 с.; 20.
- Песнь о Роланде : Фр. нар. эпос : Текст памятника, с примеч. / Пер. А. Н. Чудинова. — Санкт-Петербург : И. Глазунов, 1896. — [2], VI, 179 с., 2 л. фронт. (ил.); 20. — (Русская классная библиотека, изд. под редакцией А. Н. Чудинова. Серия 2, Классические произведения иностранных литератур в переводе русских писателей; Вып. 1).
  - Песнь о Роланде : Французский народный эпос : Текст памятника, с примеч. Объяснительные слова / Пер. А. Н. Чудинова. — 2-е изд., значит. изм. и доп. / В. Костылевым. — Петроград : И. Глазунов, 1917. — VII, 177 с.; 20 см. — (Русская классная библиотека. Серия 2. Классические произведения иностранных литератур в переводах русских писателей/ Изд. под ред. А. Н. Чудинова; Вып. 1).
- Песнь о Роланде / Пер. размером подлинника гр. де Ла-Барт; С предисл. акад. А. Н. Веселовского, введ. и примеч. пер. — Санкт-Петербург : П. И. Мессарош и А. Н. Шведер, 1897. — [4], XXIII, 144 с.; 24.
- Песнь о Роланде : по оксфордскому тексту / пер. со старо-французского, вступительная статья и примечания Б. И. Ярхо. — Москва ; Ленинград : Academia, 1934 (Ленинград : тип. «Печатный двор»). — 316, [6] с.; 18 см. — (Литература Средневековья / под общ. ред. Р. О. Шор и Б. И. Ярихо).
- Песнь о Роланде : Вольное стихотворное переложение Сергея Боброва : Для старшего возраста / Предисл. Ильи Эренбурга ; Рис. Марии Синяковой. — Москва ; Ленинград : Гос. изд-во детской лит., 1943. — 94 с. : ил.; 21 см.
- Песнь о Роланде : Старофранцузский героический эпос / [Перевод со старофр. Ю. Б. Корнеева]; [Изд. подгот. И. Н. Голенищев-Кутузов и [др.]]; [Коммент. А. А. Смирнова]. — Москва ; Ленинград : Наука [Ленинградское отд-ние], 1964. — 192 с.; 22 см. — (Литературные памятники).